# متیل-ان-آمیل نیتروزامین
متیل-ان-آمیل نیتروزامین (به انگلیسی: Methyl-n-amylnitrosamine) با فرمول شیمیایی C
۶N
۲H
۱۴O یک ترکیب شیمیایی با شناسه پاب‌کم ۲۵۸۰۵ است. که جرم مولی آن 130.1882 g mol−۱ می‌باشد
نیتروزامین یک ترکیب شیمیایی با فرمول عمومی R1R2 N-N=۰ می‌باشد. از ترکیب نیترات‌ها با آمین‌های نوع دوم یا سوم، نیتروزامین تشکیل می‌شود. واکنش شیمیایی برای تشکیل نیتروزامین کاملاً ساده است زیرا پیش سازهای شیمیایی آنها آمین و عوامل نیتروز می‌باشد. راه‌های ورود نیترات به بدن انسان از طریق استفاده از نیترات سدیم برای مهار فساد باکتریایی و حفظ رنگ طبیعی گوشت در فرآورده‌های گوشتی، مقادیر زیاد نیترات در محصولات کشاورزی و آبشویی کود نیترات از مزارع کشاورزی و صنایع و ورود نیترات به آب‌های آشامیدنی است و با ورود این ماده به دستگاه گوارشی، حدود ۵٪ از کل نیترات خورده شده در بزاق، معده، روده بزرگ و مثانه با کمک آنزیم ردوکتاز تبدیل به نیتریت می‌شود، نیتریت از طریق ترکیب با اسید آمینه در سیستم گوارش به نیتروزامین تبدیل می‌شود. دوز مجاز مصرفی (IDA) برای نیترات از سوی کارشناسان در JECFA (کمیته غذا و کشاورزی) و WHO (سازمان جهانی بهداشت) تعیین گردیده‌است و در صورتی که بیش از حد مجاز در فراورده‌های گوشتی، سبزیجات آب و … مصرف شود خطرات زیادی را برای سلامتی انسانها به همراه دارد در این مقاله شواهد کافی برای حمایت از فرضیه سرطانزا بودن نیتروز آمین وجود دارد بنابر این قرار گرفتن در معرض غلظت‌های مختلف ترکیبات نیتروز یک ریسک برای ابتلا به سرطان می‌باشد.